# Woodstock (Oxfordshire)
Woodstock kisváros az angliai Oxfordshire-ben, Oxfordtól tizenhárom kilométerre északnyugatra. Itt található a Marlborough hercegek tulajdonában álló Blenheim kastély, amely az UNESCO világörökségi helyszíneinek egyike. Ebben a kastélyban született 1874-ben Winston Churchill miniszterlenök, akinek a sírja a szomszédos Bladonban található.
Edward herceg, III. Eduárd angol király fia, Wales, Aquitania és Cornwall hercege, Chester grófja) 1330. június 15-én a woodstocki uradalomban született. Ezért őt az angolok Edward of Woodstock néven ismerik. I. Mária angol királynő uralkodása alatt a woodstocki birtokon tartották házi őrizet alatt Erzsébet hercegnőt, a királynő féltestvérét.

## Története
A település neve óangol eredetű, jelentése tisztás az erdőben. A Domesday Book  Woodstockot (Wodestock, Wodestok, Wodestole alakban) királyi erdőként említi. II. Ethelred angol király Woodstockban hirdette ki törvénykönyvét (IX Æthelred).
I. Henrik angol király állatkertet hozott létre a birtokon. A legenda szerint II. Henrik egy vadászházat és egy labirintuskertet építtetett Woodstockban szeretőjének, az angol folklórban mesés szépségűnek tartott Rosamund Cliffordnak. 1179-ben II. Henrik városi rangot adományozott Woodstocknak.
A település közelében épült Woodstock-kastély az angol királyok körében népszerű helynek számított. Az épületet az angol forradalom alatt lerombolták. Hatvan évvel később a romok helyén épült fel a Blenheim kastély. A 17. században John Churchill, Marlborough első hercege az uralkodótól megkapta Woodstock-t és a Blenheim kastélyt.
Napjainkban a település elsősorban a Blenheim-kastélyba látogató turistákból él.

## Fordítás
- Ez a szócikk részben vagy egészben  a   Woodstock,_Oxfordshire című angol Wikipédia-szócikk ezen változatának fordításán alapul.  Az eredeti cikk szerkesztőit annak laptörténete sorolja fel. Ez a jelzés csupán a megfogalmazás eredetét és a szerzői jogokat jelzi, nem szolgál a cikkben szereplő információk forrásmegjelöléseként.